# Stracena eximia
Stracena eximia är en fjärilsart som beskrevs av Holland 1893. Stracena eximia ingår i släktet Stracena och familjen tofsspinnare. Inga underarter finns listade i Catalogue of Life.